# Crimi Clowns 2.0: Uitschot
Crimi Clowns 2.0: Uitschot is een Belgische langspeelfilm uit 2016 van Luk Wyns. De film is een vervolg op het tweede seizoen van de televisieserie Crimi Clowns.

## Verhaal
Ronny Tersago komt samen met de rest van zijn bende vrij uit de gevangenis. Maar het gevangenisleven heeft de bende niet op het rechte pad gebracht. Ronny heeft een hele hoop geld gestolen, en organiseert een grote musicalproductie om het geld wit te wassen. De Russische drugsbaron van wie Ronny het geld stal, is uit op het vel van Ronny.

## Rolverdeling
| Acteur             | Personage       |
| ------------------ | --------------- |
| Johnny de Mol      | Wesley Tersago  |
| Luk Wyns           | Ronny Tersago   |
| Hilde Uitterlinden | Ma Tersago      |
| Veerle Dejonghe    | Rachel Rubbens  |
| Silke Becu         | Amber Tersago   |
| Manou Kersting     | Lou De Man      |
| Chris Willemsen    | Mike Bolckmans  |
| Frank Aendenboom   | Jos den Dief    |
| Peter Thyssen      | Jay Peeters     |
| Eddy Faus          | Jarek Prezinski |
| Eline De Munck     | Durga Zneba     |